# Ampelocera pubescens
Ampelocera pubescens är en hampväxtart som beskrevs av Julius Sterling Morton. Ampelocera pubescens ingår i släktet Ampelocera och familjen hampväxter. Inga underarter finns listade i Catalogue of Life.